# Comuna Gruiu, Ilfov
Gruiu (în trecut, Lipia-Bojdani) este o comună în județul Ilfov, Muntenia, România, formată din satele Gruiu (reședința), Lipia, Siliștea Snagovului și Șanțu-Florești.

## Așezare
Comuna se află în extremitatea nordică a județului, la limita cu județul Prahova, pe malul drept al Ialomiței și pe malurile de nord și est ale lacului Snagov.
Prin comună trece autostrada București–Ploiești, pe care însă nu este deservită de nicio ieșire. Principala cale de comunicație a comunei este șoseaua județeană DJ101B, care duce la est către Nuci și mai departe în județul Ialomița la Rădulești, Maia și Adâncata; și spre vest la Snagov (unde se intersectează cu DN1), Periș și mai departe în județul Dâmbovița la Niculești și Butimanu (unde se termină în DN1A). În zona satelor Lipia și Gruiu, DJ101B se intersectează cu șoseaua județeană DJ101C, care duce spre sud la Moara Vlăsiei și la est către Ciolpani (unde se termină în DN1). Șoseaua județeană DJ101H se ramifică din aceasta din urmă pentru a deservi satul Siliștea-Snagovului.

## Demografie
Componența etnică a comunei Gruiu
     Români (91,54%)
     Alte etnii (0,44%)
     Necunoscută (8,03%)
Componența confesională a comunei Gruiu
     Ortodocși (90,11%)
     Alte religii (1,54%)
     Necunoscută (8,34%)
Conform recensământului efectuat în 2021, populația comunei Gruiu se ridică la 7.586 de locuitori, în creștere față de recensământul anterior din 2011, când fuseseră înregistrați 7.412 locuitori. Majoritatea locuitorilor sunt români (91,54%), iar pentru 8,03% nu se cunoaște apartenența etnică. Din punct de vedere confesional, majoritatea locuitorilor sunt ortodocși (90,11%), iar pentru 8,34% nu se cunoaște apartenența confesională.

## Politică și administrație
Comuna Gruiu este administrată de un primar și un consiliu local compus din 15 consilieri. Primarul, Ion Samoilă[*], de la Partidul Național Liberal, este în funcție din 2008. Începând cu alegerile locale din 2024, consiliul local are următoarea componență pe partide politice:
|  | Partid                          | Consilieri | Componența Consiliului | Componența Consiliului | Componența Consiliului | Componența Consiliului | Componența Consiliului | Componența Consiliului | Componența Consiliului | Componența Consiliului | Componența Consiliului | Componența Consiliului | Componența Consiliului |
|  | ------------------------------- | ---------- | ---------------------- | ---------------------- | ---------------------- | ---------------------- | ---------------------- | ---------------------- | ---------------------- | ---------------------- | ---------------------- | ---------------------- | ---------------------- |
|  | Partidul Național Liberal       | 11         |                        |                        |                        |                        |                        |                        |                        |                        |                        |                        |                        |
|  | Alianța Dreapta Unită           | 2          |                        |                        |                        |                        |                        |                        |                        |                        |                        |                        |                        |
|  | Alianța pentru Unirea Românilor | 1          |                        |                        |                        |                        |                        |                        |                        |                        |                        |                        |                        |
|  | Partidul Social Democrat        | 1          |                        |                        |                        |                        |                        |                        |                        |                        |                        |                        |                        |

## Istorie
La sfârșitul secolului al XIX-lea, comuna purta numele de Lipia-Bojdani, făcea parte din plasa Snagov a județului Ilfov și era formată din satele Bojdani, Bâra, Coadele, Dobrosești, Fundu, Ghermănești, Gruiu, Lipia, Șanțu și Turbați, având în total 5242 de locuitori (inclusiv călugării mănăstirii Căldărușani), care trăiau în 1211 case și 9 bordeie. În comună funcționau 8 biserici ortodoxe.
În 1925, comuna făcea parte din plasa Buftea-Bucoveni a aceluiași județ și mai avea doar satele Bojdani, Dobroșești, Lipia, Gruiu și Vlăsia, alături de mănăstirea Căldărușani, populația totală fiind de 4736 de locuitori. Satele Bâra, Coadele, Fundul, Șanțu Florescu și Turbați s-au separat și au format comuna Turbați, arondată aceleiași plăși, și cu o populație de 3900 de locuitori.
În 1950, cele două comune au fost incluse în raionul Căciulați și apoi (după 1960) în raionul Răcari din regiunea București. În 1964, denumirile satului și comunei Turbați au fost schimbate în Siliștea Snagovului, iar satul Fundu a primit numele de Pescarii.
În 1968, comuna Siliștea Snagovului a fost din nou desființată și a fost inclusă în comuna Gruiu (cu excepția satului Bâra, trecut la Comuna Balta Doamnei din județul Prahova), aceasta devenind parte a județului Ilfov; tot atunci, satul Pescarii a fost desființat și inclus în satul Siliștea Snagovului. În 1981, în urma unei mici reorganizări administrative, a trecut în Sectorul Agricol Ilfov aflat în subordinea municipiului București, sector devenit în 1998 județul Ilfov.

## Monumente istorice

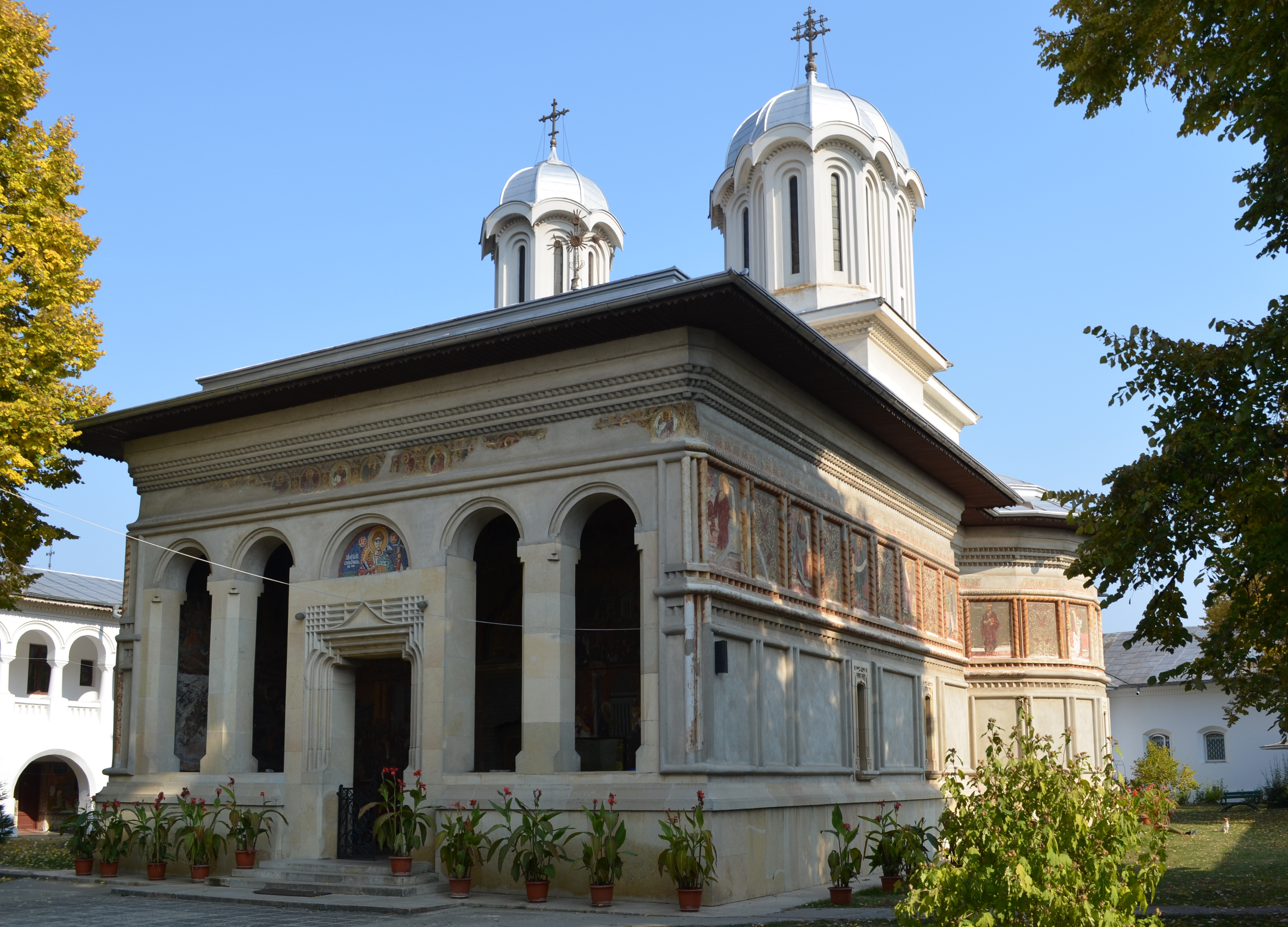
Mănăstirea Căldărușani, monument istoric de interes național din comuna Gruiu

În comuna Gruiu se află mănăstirea Căldărușani, monument istoric de arhitectură de interes național, datând din 1637–1638 și cuprinzând în ansamblul ei pinacoteca din secolul al XIX-lea și bisericile „Sfântul Dimitrie”, „Sfântul Ioan Evanghelistul” și Cocioc (ultima cu hramurile „Sfânta Varvara” și „Duminica Tuturor Sfinților”).
În rest, în comună mai există opt alte obiective incluse în lista monumentelor istorice din județul Ilfov ca monumente de interes local. Șase dintre ele sunt situri arheologice — trei la Lipia și trei la Siliștea Snagovului. Celelalte două sunt clasificate ca monumente de arhitectură — stăreția fostei mănăstiri Gruiu din satul Gruiu, astăzi grădiniță, datând de la sfârșitul secolului al XIX-lea; și biserica „Sfinții Voievozi” din satul Lipia, datând din 1827.